# Nhánh phổi của thần kinh lang thang
Nhánh phổi của thần kinh lang thang được chia thành hai nhóm: trước và sau.

## Trước
Có 2 đến 3 nhánh phế quản trước. Kích thước nhỏ, phân bố trên mặt trước cuống phổi (rễ phổi).
Chúng hòa với các sợi giao cảm, tạo thành đám rối phổi trước.

## Sau
Nhánh phế quản sau có số lượng nhiều hơn và kích thước lớn hơn so với trước, phân bố trên mặt sau của cuống phổi. Chúng hòa với các sợi từ hạch ngực 3 và 4 (đôi khi cũng có các sợi từ hạch ngực 1 và 2) của thân giao cảm và tạo thành đám rối phổi sau.
Các nhánh từ đám rối phổi sẽ phân nhánh bám vào phế quản bằng cách đi xuyên qua phổi.